# Finnország a 2012. évi nyári olimpiai játékokon
Finnország a nagy-britanniai Londonban megrendezett 2012. évi nyári olimpiai játékok egyik részt vevő nemzete volt. Az országot az olimpián 14 sportágban 56 sportoló képviselte, akik összesen 3 érmet szereztek.

## Érmesek
| Érem  | Versenyző                                  | Sportág    | Versenyszám           |
| ----- | ------------------------------------------ | ---------- | --------------------- |
| Ezüst | Antti Ruuskanen                            | Atlétika   | Férfi gerelyhajítás   |
| Ezüst | Tuuli Petäjä                               | Vitorlázás | Női szörfvitorlázás   |
| Bronz | Silja Lehtinen Silja Kanerva Mikaela Wulff | Vitorlázás | Női elliott 6 méteres |

## Atlétika
Férfi
| Versenyző        | Versenyszám     | Előfutam | Előfutam | Előfutam | Elődöntő | Elődöntő | Elődöntő | Döntő         | Döntő         |
| Versenyző        | Versenyszám     | Idő      | Hely.    | Össz.    | Idő      | Hely.    | Össz.    | Idő           | Helyezés      |
| ---------------- | --------------- | -------- | -------- | -------- | -------- | -------- | -------- | ------------- | ------------- |
| Jonathan Åstrand | 200 m           | 20,73    | 5.       | 32.      | kiesett  | kiesett  | kiesett  | kiesett       | kiesett       |
| Niclas Sandells  | 1500 m          | 3:42,67  | 11.      | 32.      | kiesett  | kiesett  | kiesett  | kiesett       | kiesett       |
| Jussi Utriainen  | Maraton         |          |          |          |          |          |          | 2:26:25       | 69.           |
| Jukka Keskisalo  | 3000 m akadály  | 8:29,13  | 4.       | 21.      |          |          |          | nem ért célba | nem ért célba |
| Jarkko Kinnunen  | 50 km gyaloglás |          |          |          |          |          |          | 3:46:25       | 15.           |
| Antti Kempas     | 50 km gyaloglás |          |          |          |          |          |          | 4:01:50       | 41.           |

| Versenyző       | Versenyszám   | Selejtező                | Selejtező                | Döntő    | Döntő    |
| Versenyző       | Versenyszám   | Eredmény                 | Helyezés                 | Eredmény | Helyezés |
| --------------- | ------------- | ------------------------ | ------------------------ | -------- | -------- |
| Osku Torro      | Magasugrás    | 221 cm                   | 16.*                     | kiesett  | kiesett  |
| Jere Bergius    | Rúdugrás      | érvényes kísérlet nélkül | érvényes kísérlet nélkül | kiesett  | kiesett  |
| David Söderberg | Kalapácsvetés | 71,76 m                  | 26.                      | kiesett  | kiesett  |
| Antti Ruuskanen | Gerelyhajítás | 81,74 m                  | 11.                      | 84,12 m  |          |
| Tero Pitkämäki  | Gerelyhajítás | 83,01 m                  | 3.                       | 82,80 m  | 5.       |
| Ari Mannio      | Gerelyhajítás | 81,99 m                  | 8.                       | 78,60 m  | 11.      |

Női
| Versenyző        | Versenyszám     | Előfutam | Előfutam | Előfutam | Döntő   | Döntő    |
| Versenyző        | Versenyszám     | Idő      | Hely.    | Össz.    | Idő     | Helyezés |
| ---------------- | --------------- | -------- | -------- | -------- | ------- | -------- |
| Leena Puotiniemi | Maraton         |          |          |          | 2:42:01 | 87.      |
| Sandra Eriksson  | 3000 m akadály  | 9:50,71  | 8.       | 32.      | kiesett | kiesett  |
| Anne Halkivaha   | 20 km gyaloglás |          |          |          | 1:38:49 | 54.      |

| Versenyző       | Versenyszám   | Selejtező             | Selejtező             | Döntő    | Döntő    |
| Versenyző       | Versenyszám   | Eredmény              | Helyezés              | Eredmény | Helyezés |
| --------------- | ------------- | --------------------- | --------------------- | -------- | -------- |
| Minna Nikkanen  | Rúdugrás      | 425 cm                | 26.*                  | kiesett  | kiesett  |
| Sanni Utriainen | Gerelyhajítás | érvényes dobás nélkül | érvényes dobás nélkül | kiesett  | kiesett  |

* - három másik versenyzővel azonos eredményt ért el

## Birkózás

### Férfi
Kötöttfogású
| Versenyző         | Versenyszám | Selejtező         | Nyolcaddöntő                      | Negyeddöntő       | Elődöntő          | Vigaszág első kör | Vigaszág elődöntő | Bronz- mérkőzés   | Döntő             | Helyezés |
| Versenyző         | Versenyszám | Ellenfél Eredmény | Ellenfél Eredmény                 | Ellenfél Eredmény | Ellenfél Eredmény | Ellenfél Eredmény | Ellenfél Eredmény | Ellenfél Eredmény | Ellenfél Eredmény | Helyezés |
| ----------------- | ----------- | ----------------- | --------------------------------- | ----------------- | ----------------- | ----------------- | ----------------- | ----------------- | ----------------- | -------- |
| Jarkko Ala-Huikku | 60 kg       | erőnyerő          | Tarik Belmadani (FRA) · 0–2, 0–2  | kiesett           | kiesett           |                   |                   |                   |                   | 16.      |
| Rami Hietaniemi   | 84 kg       | erőnyerő          | Melonin Noumonvi (FRA) · 0–2, 0–1 | kiesett           | kiesett           |                   |                   |                   |                   | 15.      |

## Cselgáncs
Férfi
| Versenyző        | Versenyszám | Selejtező         | 32-es főtábla                          | Nyolcaddöntő                         | Negyeddöntő       | Elődöntő          | Vigaszág elődöntő | Bronz- mérkőzés   | Döntő             | Helyezés |
| Versenyző        | Versenyszám | Ellenfél Eredmény | Ellenfél Eredmény                      | Ellenfél Eredmény                    | Ellenfél Eredmény | Ellenfél Eredmény | Ellenfél Eredmény | Ellenfél Eredmény | Ellenfél Eredmény | Helyezés |
| ---------------- | ----------- | ----------------- | -------------------------------------- | ------------------------------------ | ----------------- | ----------------- | ----------------- | ----------------- | ----------------- | -------- |
| Valtteri Jokinen | Légsúly     | erőnyerő          | Yassine Moudatir (MAR) · 100(0)–000(0) | Cshö Kvanghjon (KOR) · 000(0)–010(0) | kiesett           | kiesett           |                   |                   |                   | 9.       |

Női
| Versenyző      | Versenyszám | Selejtező                               | Nyolcaddöntő                                   | Negyeddöntő       | Elődöntő          | Vigaszág elődöntő | Bronz- mérkőzés   | Döntő             | Helyezés |
| Versenyző      | Versenyszám | Ellenfél Eredmény                       | Ellenfél Eredmény                              | Ellenfél Eredmény | Ellenfél Eredmény | Ellenfél Eredmény | Ellenfél Eredmény | Ellenfél Eredmény | Helyezés |
| -------------- | ----------- | --------------------------------------- | ---------------------------------------------- | ----------------- | ----------------- | ----------------- | ----------------- | ----------------- | -------- |
| Jaana Sundberg | Harmatsúly  | Majlinda Kelmendi (ALB) · 001(0)–110(0) | kiesett                                        | kiesett           | kiesett           |                   |                   |                   | 17.      |
| Johanna Ylinen | Váltósúly   | erőnyerő                                | Cedevszürengín Mönhdzajá (MGL) · 000(0)–100(0) | kiesett           | kiesett           |                   |                   |                   | 9.       |

## Kajak-kenu

### Síkvízi
Női
| Versenyző               | Versenyszám       | Előfutam | Előfutam | Előfutam | Elődöntő | Elődöntő | Elődöntő | Döntő | Döntő    | Döntő    | Helyezés |
| Versenyző               | Versenyszám       | Idő      | Hely.    | Össz.    | Idő      | Hely.    | Össz.    | Típus | Idő      | Helyezés | Helyezés |
| ----------------------- | ----------------- | -------- | -------- | -------- | -------- | -------- | -------- | ----- | -------- | -------- | -------- |
| Jenni Honkanen-Mikkonen | Kajak egyes 200 m | 42,656   | 3.       | 12.      | 41,859   | 4.       | 11.      | B     | 44,643   | 1.       | 9.       |
| Anne Rikala             | Kajak egyes 500 m | 1:52,641 | 1.       | 5.       | 1:51,852 | 3.       | 4.       | A     | 1:54,333 | 8.       | 8.       |

## Kerékpározás

### Országúti kerékpározás
Férfi
| Versenyző       | Versenyszám   | Idő             | Helyezés |
| --------------- | ------------- | --------------- | -------- |
| Jussi Veikkanen | Mezőnyverseny | 5:46:37 (+0:40) | 65.      |

Női
| Versenyző     | Versenyszám   | Idő                 | Helyezés |
| ------------- | ------------- | ------------------- | -------- |
| Pia Sundstedt | Mezőnyverseny | 3:35:56 (+0:27)     | 20.      |
| Pia Sundstedt | Időfutam      | 40:01,69 (+2:26,87) | 11.      |

## Lovaglás
Díjlovaglás
| Versenyző     | Ló          | Versenyszám | 1. kör | 1. kör | 2. kör | 2. kör | Döntő     | Döntő   | Végeredmény | Végeredmény |
| Versenyző     | Ló          | Versenyszám | 1. kör | 1. kör | 2. kör | 2. kör | Technikai | Művészi | Végeredmény | Végeredmény |
| Versenyző     | Ló          | Versenyszám | Pont   | Hely.  | Pont   | Hely.  | Pont      | Pont    | Pont        | Helyezés    |
| ------------- | ----------- | ----------- | ------ | ------ | ------ | ------ | --------- | ------- | ----------- | ----------- |
| Emma Kanerva  | Sini Spirit | Egyéni      | 70,395 | 29.    | 71,889 | 22.    | kiesett   | kiesett | kiesett     | kiesett     |
| Mikaela Lindh | Mas Guapo   | Egyéni      | 70,729 | 26.    | 69,016 | 30.    | kiesett   | kiesett | kiesett     | kiesett     |

## Sportlövészet
Férfi
| Versenyző    | Versenyszám    | Selejtező | Selejtező | Döntő   | Döntő    |
| Versenyző    | Versenyszám    | Pont      | Helyezés  | Pont    | Helyezés |
| ------------ | -------------- | --------- | --------- | ------- | -------- |
| Kai Jahnsson | Légpisztoly    | 583       | 7.        | 679,1   | 8.       |
| Kai Jahnsson | Szabadpisztoly | 552       | 26.       | kiesett | kiesett  |

Női
| Versenyző           | Versenyszám           | Selejtező | Selejtező | Döntő   | Döntő    |
| Versenyző           | Versenyszám           | Pont      | Helyezés  | Pont    | Helyezés |
| ------------------- | --------------------- | --------- | --------- | ------- | -------- |
| Mira Nevansuu       | Légpisztoly           | 377       | 32.       | kiesett | kiesett  |
| Marjo Yli-Kiikka    | Légpuska              | 395       | 16.       | kiesett | kiesett  |
| Marjo Yli-Kiikka    | Sportpuska, összetett | 578       | 23.       | kiesett | kiesett  |
| Satu Mäkelä-Nummela | Trap                  | 70        | 7.        | kiesett | kiesett  |

## Súlyemelés
Férfi
| Versenyző         | Versenyszám | Szakítás | Szakítás | Lökés    | Lökés    | Összesen | Helyezés |
| Versenyző         | Versenyszám | Eredmény | Helyezés | Eredmény | Helyezés | Összesen | Helyezés |
| ----------------- | ----------- | -------- | -------- | -------- | -------- | -------- | -------- |
| Miika Antti-Roiko | 94 kg       | 140      | 17.      | 180      | 17.      | 320      | 19.      |

## Taekwondo
Női
| Versenyző     | Versenyszám | Nyolcaddöntő                | Negyeddöntő            | Elődöntő          | Vigaszág elődöntő       | Bronz- mérkőzés             | Döntő             | Helyezés |
| Versenyző     | Versenyszám | Ellenfél Eredmény           | Ellenfél Eredmény      | Ellenfél Eredmény | Ellenfél Eredmény       | Ellenfél Eredmény           | Ellenfél Eredmény | Helyezés |
| ------------- | ----------- | --------------------------- | ---------------------- | ----------------- | ----------------------- | --------------------------- | ----------------- | -------- |
| Suvi Mikkonen | Pehelysúly  | Bineta Diedhiou (SEN) · 9–6 | Hou Yuzhuo (CHN) · 2–7 |                   | Diana López (USA) · 9–4 | Tseng Li-Cheng (TPE) · 2–14 |                   | 5.       |

## Tenisz
Férfi
| Versenyző       | Versenyszám | 64-es főtábla                      | 32-es főtábla                | Nyolcaddöntő      | Negyeddöntő       | Elődöntő          | Bronz- mérkőzés   | Döntő             | Helyezés |
| Versenyző       | Versenyszám | Ellenfél Eredmény                  | Ellenfél Eredmény            | Ellenfél Eredmény | Ellenfél Eredmény | Ellenfél Eredmény | Ellenfél Eredmény | Ellenfél Eredmény | Helyezés |
| --------------- | ----------- | ---------------------------------- | ---------------------------- | ----------------- | ----------------- | ----------------- | ----------------- | ----------------- | -------- |
| Jarkko Nieminen | Egyes       | Szomdev Devvarman (IND) · 6–3, 6–1 | Andy Murray (GBR) · 2–6, 4–6 | kiesett           | kiesett           | kiesett           | kiesett           | kiesett           | 17.      |

## Tollaslabda
| Versenyző    | Versenyszám | Csoportkör                                                                            | Csoportkör | Nyolcaddöntő      | Negyeddöntő       | Elődöntő          | Bronz- mérkőzés   | Döntő             | Helyezés |
| Versenyző    | Versenyszám | Ellenfél Eredmény                                                                     | Hely.      | Ellenfél Eredmény | Ellenfél Eredmény | Ellenfél Eredmény | Ellenfél Eredmény | Ellenfél Eredmény | Helyezés |
| ------------ | ----------- | ------------------------------------------------------------------------------------- | ---------- | ----------------- | ----------------- | ----------------- | ----------------- | ----------------- | -------- |
| Ville Lång   | Férfi egyes | A csoport · Lee Chong Wei (MAS) · 8–21, 21–14, 11–21                                  | 2.         | kiesett           | kiesett           | kiesett           | kiesett           | kiesett           | 17.      |
| Anu Nieminen | Női egyes   | K csoport · Victoria Montero (MEX) · 21–12, 21–18 · Tai Tzu-ying (TPE) · 11–21, 14–21 | 2.         | kiesett           | kiesett           | kiesett           | kiesett           | kiesett           | 17.      |

## Torna
Női
| Versenyző      | Versenyszám      | Selejtező | Selejtező | Döntő    | Döntő    |
| Versenyző      | Versenyszám      | Pontszám  | Helyezés  | Pontszám | Helyezés |
| -------------- | ---------------- | --------- | --------- | -------- | -------- |
| Annika Urvikko | Talaj            | 12,266    | 73.       | kiesett  | kiesett  |
| Annika Urvikko | Ugrás            | 13,200    |           | kiesett  | kiesett  |
| Annika Urvikko | Felemás korlát   | 12,416    | 65.       | kiesett  | kiesett  |
| Annika Urvikko | Gerenda          | 10,933    | 80.       | kiesett  | kiesett  |
| Annika Urvikko | Egyéni összetett | 48,815    | 55.       | kiesett  | kiesett  |

## Úszás
Férfi
| Versenyző           | Versenyszám  | Előfutam | Előfutam | Előfutam | Elődöntő | Elődöntő | Elődöntő | Döntő   | Döntő    |
| Versenyző           | Versenyszám  | Idő      | Hely.    | Össz.    | Idő      | Hely.    | Össz.    | Idő     | Helyezés |
| ------------------- | ------------ | -------- | -------- | -------- | -------- | -------- | -------- | ------- | -------- |
| Ari-Pekka Liukkonen | 50 m gyors   | 22,57    | 8.       | 25.      | kiesett  | kiesett  | kiesett  | kiesett | kiesett  |
| Matias Koski        | 200 m gyors  | 1:49,84  | 1.       | 31.      | kiesett  | kiesett  | kiesett  | kiesett | kiesett  |
| Matias Koski        | 400 m gyors  | 3:54,96  | 7.       | 22.      |          |          |          | kiesett | kiesett  |
| Matias Koski        | 1500 m gyors | 15:34,80 | 8.       | 27.      |          |          |          | kiesett | kiesett  |
| Matti Mattsson      | 200 m mell   | 2:11,81  | 5.       | 17.      | kiesett  | kiesett  | kiesett  | kiesett | kiesett  |

Női
| Versenyző           | Versenyszám    | Előfutam | Előfutam | Előfutam | Elődöntő | Elődöntő | Elődöntő | Döntő   | Döntő    |
| Versenyző           | Versenyszám    | Idő      | Hely.    | Össz.    | Idő      | Hely.    | Össz.    | Idő     | Helyezés |
| ------------------- | -------------- | -------- | -------- | -------- | -------- | -------- | -------- | ------- | -------- |
| Hanna-Maria Seppälä | 50 m gyors     | 25,55    | 2.       | 26.*     | kiesett  | kiesett  | kiesett  | kiesett | kiesett  |
| Hanna-Maria Seppälä | 100 m gyors    | 54,93    | 7.       | 18.      | kiesett  | kiesett  | kiesett  | kiesett | kiesett  |
| Hanna-Maria Seppälä | 200 m gyors    | 2:04,21  | 7.       | 32.      | kiesett  | kiesett  | kiesett  | kiesett | kiesett  |
| Jenna Laukkanen     | 200 m mell     | 2:31,23  | 6.       | 32.      | kiesett  | kiesett  | kiesett  | kiesett | kiesett  |
| Emilia Pikkarainen  | 100 m pillangó | 59,55    | 4.       | 29.      | kiesett  | kiesett  | kiesett  | kiesett | kiesett  |
| Emilia Pikkarainen  | 200 m pillangó | 2:13,81  | 8.       | 27.      | kiesett  | kiesett  | kiesett  | kiesett | kiesett  |
| Emilia Pikkarainen  | 200 m vegyes   | 2:17,66  | 3.       | 33.      | kiesett  | kiesett  | kiesett  | kiesett | kiesett  |
| Noora Laukkanen     | 400 m vegyes   | 4:53,54  | 3.       | 33.      |          |          |          | kiesett | kiesett  |

* - egy másik versenyzővel azonos eredményt ért el

## Vitorlázás
Férfi
| Versenyző                       | Versenyszám        | Futam | Futam | Futam | Futam | Futam | Futam | Futam | Futam | Futam | Futam | Futam | Futam | Futam | Futam | Futam | Futam   | Pontszám | Helyezés |
| Versenyző                       | Versenyszám        | 1     | 2     | 3     | 4     | 5     | 6     | 7     | 8     | 9     | 10    | 11    | 12    | 13    | 14    | 15    | É       | Pontszám | Helyezés |
| ------------------------------- | ------------------ | ----- | ----- | ----- | ----- | ----- | ----- | ----- | ----- | ----- | ----- | ----- | ----- | ----- | ----- | ----- | ------- | -------- | -------- |
| Mattias Lindfors                | Laser              | 25    | 28    | 23    | 30    | 36    | 22    | 20    | (42)  | 39    | 40    |       |       |       |       |       | kiesett | 263      | 33.      |
| Joonas Lindgren Niklas Lindgren | 470-es osztály     | (22)  | 19    | 22    | 17    | 12    | 15    | 26    | 21    | 21    | 18    |       |       |       |       |       | kiesett | 167      | 21.      |
| Tapio Nirkko                    | Finn dingi         | 11    | 13    | 8     | 5     | 3     | 12    | 4     | 5     | 15    | (17)  |       |       |       |       |       | 16      | 92       | 10.      |
| Kalle Bask Lauri Lehtinen       | Könnyű 49-es dingi | (19)  | 18    | 4     | 11    | 6     | 8     | 2     | 2     | 1     | 11    | 3     | 11    | 19    | 11    | 2     | 20      | 129      | 7.       |

Női
| Versenyző    | Versenyszám     | Futam | Futam | Futam | Futam | Futam | Futam | Futam | Futam | Futam | Futam | Futam | Pontszám | Helyezés |
| Versenyző    | Versenyszám     | 1     | 2     | 3     | 4     | 5     | 6     | 7     | 8     | 9     | 10    | É     | Pontszám | Helyezés |
| ------------ | --------------- | ----- | ----- | ----- | ----- | ----- | ----- | ----- | ----- | ----- | ----- | ----- | -------- | -------- |
| Tuuli Petäjä | Szörfvitorlázás | (8)   | 7     | 3     | 4     | 4     | 4     | 8     | 2     | 5     | 1     | 4     | 46       |          |
| Sari Multala | Laser radial    | 4     | 6     | 15    | 4     | 19    | (21)  | 3     | 2     | 16    | 5     | 20    | 94       | 7.       |

| Versenyző                                  | Versenyszám | Csoportkör | Csoportkör | Csoportkör | Csoportkör | Csoportkör | Csoportkör | Csoportkör | Csoportkör | Csoportkör | Csoportkör | Csoportkör | Csoportkör | Csoportkör | Kieséses szakasz             | Kieséses szakasz       | Kieséses szakasz                        | Helyezés |
| Versenyző                                  | Versenyszám | AUS        | POR        | SWE        | NED        | USA        | GBR        | ESP        | DEN        | RUS        | NZL        | FRA        | Pont       | Hely.      | Negyeddöntő                  | Elődöntő               | Döntő                                   | Helyezés |
| ------------------------------------------ | ----------- | ---------- | ---------- | ---------- | ---------- | ---------- | ---------- | ---------- | ---------- | ---------- | ---------- | ---------- | ---------- | ---------- | ---------------------------- | ---------------------- | --------------------------------------- | -------- |
| Silja Lehtinen Silja Kanerva Mikaela Wulff | Elliott 6 m | 0–1        | 1–0        | 1–0        | 0–1        | 0–1        | 0–1        | 1–0        | 1–0        | 0–1        | 1–0        | 1–0        | 6          | 5.         | Egyesült Államok (USA) · 3–1 | Ausztrália (AUS) · 1–2 | Bronzmérkőzés · Oroszország (RUS) · 3–1 |          |